# Nati nel 1681
| Questa pagina contiene informazioni ricavate automaticamente dalle voci biografiche con l'ausilio del template Bio e di un bot. L'aggiornamento è periodico e automatico e ricostruisce completamente la pagina. Se manca una persona in questa lista, sei pregato di non aggiungerla, ma accertati piuttosto che la sua voce biografica contenga il template Bio e che i dati anagrafici siano correttamente compilati. Se il template Bio manca, inseriscilo tu stesso o, in alternativa, metti l'avviso {{tmp\|Bio}} che ne segnala la mancanza. Se i dati riportati sono sbagliati, correggi direttamente la voce biografica; le modifiche saranno visibili in questa lista entro pochi giorni. Per chiarimenti vedi il progetto biografie. La lista contiene solo le 64 persone che sono citate nell'enciclopedia e per le quali è stato implementato correttamente il template Bio. Pagina aggiornata al 10 ott 2024. |

## Gennaio(4)
- 1º gennaio - Karoline von Fuchs-Mollard, contessa austriaca († 1754)
- 1º gennaio - Joseph-François Lafitau, gesuita e scrittore francese († 1746)
- 6 gennaio - Ján Baltazár Magin, presbitero, poeta e storico slovacco († 1735)
- 30 gennaio - Anselmo Francesco di Thurn und Taxis, principe († 1739)

## Febbraio(4)
- 7 febbraio - Camillo Brunori, medico e poeta italiano († 1756)
- 9 febbraio - Antonio Saverio Gentili, cardinale italiano († 1753)
- 13 febbraio - Caetano da Costa, vescovo cattolico portoghese († 1753)
- 25 febbraio - Edelberto dalla Nave, architetto italiano († 1742)

## Marzo(5)
- 14 marzo - Georg Philipp Telemann, compositore e organista tedesco († 1767)
- 17 marzo - Jacques Bousseau, scultore francese († 1740)
- 25 marzo - Gabriele Manfredi, matematico italiano († 1761)
- 27 marzo - Joaquín Fernández de Portocarrero, cardinale spagnolo († 1760)
- 30 marzo - Pieter Snijers, pittore fiammingo († 1752)

## Aprile(5)
- 11 aprile - Anne Danican Philidor, compositore e oboista francese († 1728)
- 14 aprile - Christian Friedrich Rolle, organista e compositore tedesco († 1751)
- 18 aprile - Girolamo Donnini, pittore italiano († 1743)
- 25 aprile - Domenico Chelucci, matematico e religioso italiano († 1754)
- 25 aprile - Camillo Cybo, cardinale italiano († 1743)

## Maggio(6)
- 1º maggio - Massimiliano Enrico di Wied-Runkel, conte († 1706)
- 7 maggio - Ranieri del Pace, pittore italiano († 1738)
- 14 maggio - Vincenzo Sacco, giurista italiano († 1744)
- 16 maggio - Juan Francisco de Güemes y Horcasitas, generale spagnolo († 1766)
- 23 maggio - Giacomo Zoboli, pittore italiano († 1767)
- 24 maggio - Manuel Pinto de Fonseca,  portoghese († 1773)

## Giugno(2)
- 6 giugno - Giovanni Domenico Santorini, anatomista italiano († 1737)
- 26 giugno - Edvige Sofia di Svezia, sovrana svedese († 1708)

## Luglio(5)
- 3 luglio - Jacopo Guglielmi, compositore italiano († 1742)
- 6 luglio - Giovanni Battista Spinola, cardinale e vescovo cattolico italiano († 1752)
- 17 luglio - Giuseppe Orioli, pittore italiano († 1750)
- 19 luglio - Henrietta Churchill, II duchessa di Marlborough, nobildonna inglese († 1733)
- 19 luglio - Nicolò Carmine Falcone, arcivescovo cattolico italiano († 1759)

## Agosto(5)
- 5 agosto - Carlo Maria Borio di Tigliole, diplomatico e giurista italiano († 1764)
- 6 agosto - Francesco Antonio Fasani, presbitero e teologo italiano († 1742)
- 11 agosto - Scroop Egerton, I duca di Bridgewater, nobile inglese († 1744)
- 12 agosto - Vitus Bering, esploratore e cartografo danese († 1741)
- 21 agosto - Ernesto Federico I di Sassonia-Hildburghausen, duca († 1724)

## Settembre(4)
- 7 settembre - Bernardino Perfetti, giurista e poeta italiano († 1746)
- 11 settembre - Johann Gottlieb Heineccius, giurista tedesco († 1741)
- 27 settembre - Girolama Lorefice Grimaldi, poetessa italiana († 1762)
- 28 settembre - Johann Mattheson, compositore tedesco († 1764)

## Ottobre(3)
- 1º ottobre - Giulia Lama, pittrice italiana († 1747)
- 6 ottobre - Charles François de Mondion, ingegnere militare e architetto francese († 1733)
- 8 ottobre - Celestino Galiani, arcivescovo cattolico italiano († 1753)

## Novembre(3)
- 2 novembre - Angelo Felice Capelli, matematico e astronomo italiano († 1749)
- 7 novembre - Isaac-Joseph Berruyer, gesuita, storico e scrittore francese († 1758)
- 14 novembre - Alessandro Tanara, cardinale italiano († 1754)

## Dicembre(2)
- 3 dicembre - Elisabetta Ernestina di Sassonia-Meiningen, principessa († 1766)
- 14 dicembre - Giuseppe Valentini, compositore, violinista e poeta italiano († 1753)

## Senza giorno specificato(16)
- Boromakot, sovrano siamese († 1758)
- Maria Aurora von Spiegel († 1733)
- Michael Altherr, politico e agricoltore svizzero († 1735)
- Andrea Brigenti, umanista e poeta italiano († 1750)
- Antonio Canevari, architetto italiano († 1764)
- Jean Cavalier, condottiero francese († 1740)
- Pierre Danican Philidor, compositore e gambista francese († 1731)
- Jacob Denner,  tedesco († 1735)
- Charles Hope, I conte di Hopetoun, nobile scozzese († 1742)
- Henry Jennings, pirata e corsaro inglese († 1745)
- Weyman Lee, matematico inglese († 1785)
- Giuseppe Mariani, architetto italiano († 1731)
- Stefano Orlandi, pittore italiano († 1760)
- Giacinto Paoli, politico, militare e generale italiano († 1763)
- Costantino Pasqualotto, pittore italiano († 1755)
- Johann Christian Schickhardt, compositore e flautista tedesco († 1762)